# إيرل كريستنسن
إيرل كريستنسن (بالإنجليزية: Earl Christensen)‏ هو سياسي أمريكي، ولد في 20 ديسمبر 1919 في نيوكاسل في الولايات المتحدة، وتوفي بنفس المكان في 31 يناير 2015. حزبياً، نشط في الحزب الجمهوري. وقد انتخب عضو مجلس ولاية وايومنغ.